# 질병관리청 COOV
질병관리청 COOV 또는 코로나19 전자예방접종증명서는 대한민국 질병관리청과 블록체인랩스에서 개발한 블록체인 기반의 코로나19 전자예방접종 인증 앱이다. 코로나19를 극복하자는 뜻의 영어 ‘코비드 오버컴’(영어: Covid Overcome)을 줄여 쿠브(COOV)라고도 부른다. 기존의 종이 형태의 예방접종증명서를 전자적 방식으로 활용한 것으로 스마트폰 애플리케이션에서 예방접종 정보를 증명하거나 외국의 예방접종정보를 확인할 수 있고 전자출입명부 QR체크인도 사용할 수 있다.

## 기능
전자 예방접종증명서를 발급하거나 저장할 수 있고 일회용 QR 코드를 만들거나 디지털 예방접종증명서를 제출할 수 있으며 또한 상대의 QR 코드를 스캔하여 예방접종증명서를 확인할 수 있다. 또한 유럽 코로나19 전자예방접종증명서의 발급이 가능하다.

## 같이 보기
- 방역패스